# Pallamano ai Giochi olimpici
La pallamano è tra le discipline più presenti ai giochi olimpici estivi.
La prima edizione del torneo di pallamano si tenne in occasione dei Giochi di Berlino 1936, riservata a rappresentative maschili e giocata col formato di squadre da 11 giocatori e all'aperto. Poi, la pallamano venne tolta dal programma olimpico e reintrodotta nel formato di squadre da 7 giocatori e giocata al chiuso in occasione dei Giochi di Monaco di Baviera 1972 per gli uomini e dei Giochi di Montreal 1976 per le donne.

## Storia
Il gioco della pallamano nacque in Europa sul finire del XIX secolo, nell'ottobre 1917 vennero codificate le regole del gioco e nel successivo mese di dicembre venne disputata a Berlino la prima partita ufficiale. Nel corso della 26ª sessione del CIO, tenutasi a Monaco di Baviera nell'aprile 1927, il membro irlandese del CIO, John Joseph Keane, propose l'inserimento della pallamano nel programma olimpico dei Giochi di Los Angeles 1932, ma la proposta non venne accolta. Nel 1930 nel corso del congresso olimpico, tenutosi a Berlino, venne deciso di inserire la pallamano nel programma olimpico dei Giochi di Berlino 1936. La pallamano al torneo olimpico del 1936 era giocata da squadre composte da 11 giocatori e su un campo in erba all'aperto. Vi parteciparono sei squadre nazionali maschili e la medaglia d'oro venne vinta dalla Germania.
Nel corso della 44ª sessione del CIO, tenutasi a Roma nell'aprile 1949, la proposta di inserire la pallamano nella lista degli sport obbligatori per i Giochi estivi venne rifiutata. Nel corso della 64ª sessione del CIO, tenutasi a Madrid nell'ottobre 1965, venne deciso l'aumento degli sport del programma olimpico a 21 a partire dai Giochi di Monaco di Baviera 1972, e la pallamano venne inserita in questa lista. Ai Giochi olimpici del 1972 la pallamano venne giocata nel formato con squadre composte da 7 giocatori e in un palazzetto dello sport. Vi presero parte ben 16 squadre nazionali maschili e la medaglia d'oro andò alla Jugoslavia. Nello stesso anno la 73ª sessione del CIO, tenutasi proprio a Monaco di Baviera, decise l'introduzione del torneo femminile a partire dai Giochi di Montreal 1976. Al torneo olimpico del 1976 presero parte 11 squadre nazionali maschili e 6 femminili, e le medaglie d'oro di entrambi i tornei andarono all'Unione Sovietica.
Il numero di squadre nazionali partecipanti crebbe fino a 12 per le rappresentative maschili già ai Giochi di Mosca 1980, mentre per le donne il numero di partecipanti crebbe progressivamente con le varie edizioni, raggiungendo le 12 nazionali partecipanti ai Giochi di Pechino 2008. Gli anni ottanta videro un generale dominio delle nazionali dell'Europa dell'Est, con un progressivo spostamento delle medaglie verso le rappresentative dell'Europa occidentale nel corso degli anni novanta. La sola nazionale femminile della Corea del Sud è stata in grado di rompere il dominio di vittorie delle nazionali europee, vincendo due tornei olimpici successivi nel 1988 e nel 1992. Inoltre, la nazionale femminile della Danimarca è stata l'unica a vincere il torneo olimpico per tre edizioni consecutive.

## Statistiche

### Edizioni svolte
| Torneo    | Edizioni | Anni       | Anni       | Anni      | Anni      | Anni      | Anni      | Anni      | Anni      | Anni      | Anni      | Anni      | Anni      | Anni      | Anni      | Anni      | Anni      | Anni      | Anni      | Anni      | Anni      | Anni      | Anni      | Anni      | Anni      | Anni       | Anni       | Anni       | Anni       | Anni       |
| Torneo    | Edizioni | XIX secolo | XIX secolo | XX secolo | XX secolo | XX secolo | XX secolo | XX secolo | XX secolo | XX secolo | XX secolo | XX secolo | XX secolo | XX secolo | XX secolo | XX secolo | XX secolo | XX secolo | XX secolo | XX secolo | XX secolo | XX secolo | XX secolo | XX secolo | XX secolo | XXI secolo | XXI secolo | XXI secolo | XXI secolo | XXI secolo |
| Torneo    | Edizioni | 96         | 00         | 04        | 08        | 12        | 20        | 24        | 28        | 32        | 36        | 48        | 52        | 56        | 60        | 64        | 68        | 72        | 76        | 80        | 84        | 88        | 92        | 96        | 00        | 04         | 08         | 12         | 16         | 20         |
| --------- | -------- | ---------- | ---------- | --------- | --------- | --------- | --------- | --------- | --------- | --------- | --------- | --------- | --------- | --------- | --------- | --------- | --------- | --------- | --------- | --------- | --------- | --------- | --------- | --------- | --------- | ---------- | ---------- | ---------- | ---------- | ---------- |
| Maschile  | 14       | –          | –          | –         | –         | –         | –         | –         | –         | –         | X         | –         | –         | –         | –         | –         | –         | X         | X         | X         | X         | X         | X         | X         | X         | X          | X          | X          | X          | X          |
| Femminile | 12       | –          | –          | –         | –         | –         | –         | –         | –         | –         | –         | –         | –         | –         | –         | –         | –         | –         | X         | X         | X         | X         | X         | X         | X         | X          | X          | X          | X          | X          |

## Albo d'oro

### Torneo maschile
| Edizione                                                   | Podio             | Podio            | Podio      |
| Anno                                                       | Oro               | Argento          | Bronzo     |
| ---------------------------------------------------------- | ----------------- | ---------------- | ---------- |
| Berlino 1936                                               | Germania          | Austria          | Svizzera   |
| Assente dal programma dei Giochi olimpici dal 1948 al 1968 |                   |                  |            |
| Monaco di Baviera 1972                                     | Jugoslavia        | Cecoslovacchia   | Romania    |
| Montréal 1976                                              | Unione Sovietica  | Romania          | Polonia    |
| Mosca 1980                                                 | Germania Est      | Unione Sovietica | Romania    |
| Los Angeles 1984                                           | Jugoslavia        | Germania Ovest   | Romania    |
| Seul 1988                                                  | Unione Sovietica  | Corea del Sud    | Jugoslavia |
| Barcellona 1992                                            | Squadra Unificata | Svezia           | Francia    |
| Atlanta 1996                                               | Croazia           | Svezia           | Spagna     |
| Sydney 2000                                                | Russia            | Svezia           | Spagna     |
| Atene 2004                                                 | Croazia           | Germania         | Russia     |
| Pechino 2008                                               | Francia           | Islanda          | Spagna     |
| Londra 2012                                                | Francia           | Svezia           | Croazia    |
| Rio de Janeiro 2016                                        | Danimarca         | Francia          | Germania   |
| Tokyo 2020                                                 | Francia           | Danimarca        | Spagna     |
| Parigi 2024                                                | Danimarca         | Germania         | Spagna     |

### Torneo femminile
| Edizione            | Podio            | Podio         | Podio             |
| Anno                | Oro              | Argento       | Bronzo            |
| ------------------- | ---------------- | ------------- | ----------------- |
| Montréal 1976       | Unione Sovietica | Germania Est  | Ungheria          |
| Mosca 1980          | Unione Sovietica | Jugoslavia    | Germania Est      |
| Los Angeles 1984    | Jugoslavia       | Corea del Sud | Cina              |
| Seul 1988           | Corea del Sud    | Norvegia      | Unione Sovietica  |
| Barcellona 1992     | Corea del Sud    | Norvegia      | Squadra Unificata |
| Atlanta 1996        | Danimarca        | Corea del Sud | Ungheria          |
| Sydney 2000         | Danimarca        | Ungheria      | Norvegia          |
| Atene 2004          | Danimarca        | Corea del Sud | Ucraina           |
| Pechino 2008        | Norvegia         | Russia        | Corea del Sud     |
| Londra 2012         | Norvegia         | Montenegro    | Spagna            |
| Rio de Janeiro 2016 | Russia           | Francia       | Norvegia          |
| Tokyo 2020          | Francia          | ROC           | Norvegia          |
| Parigi 2024         | Norvegia         | Francia       | Danimarca         |

## Medagliere
Aggiornati a Parigi 2024. In corsivo le nazioni (o le squadre) non più esistenti.

### Medagliere combinato
| Pos | Nazione           | Oro | Argento | Bronzo | Totale |
| --- | ----------------- | --- | ------- | ------ | ------ |
| 1   | Danimarca         | 5   | 1       | 1      | 7      |
| 2   | Francia           | 4   | 3       | 1      | 8      |
| 3   | Unione Sovietica  | 4   | 1       | 1      | 6      |
| 4   | Norvegia          | 3   | 2       | 3      | 8      |
| 5   | Jugoslavia        | 3   | 1       | 1      | 5      |
| 6   | Corea del Sud     | 2   | 4       | 1      | 7      |
| 7   | Russia            | 2   | 1       | 1      | 4      |
| 8   | Croazia           | 2   | 0       | 1      | 3      |
| 9   | Germania          | 1   | 2       | 1      | 4      |
| 10  | Germania Est      | 1   | 1       | 1      | 3      |
| 11  | Squadra Unificata | 1   | 0       | 1      | 2      |
| 12  | Svezia            | 0   | 4       | 0      | 4      |
| 13  | Romania           | 0   | 1       | 3      | 4      |
| 14  | Ungheria          | 0   | 1       | 2      | 3      |
| 15  | Austria           | 0   | 1       | 0      | 1      |
| 15  | Cecoslovacchia    | 0   | 1       | 0      | 1      |
| 15  | Germania Ovest    | 0   | 1       | 0      | 1      |
| 15  | Islanda           | 0   | 1       | 0      | 1      |
| 15  | Montenegro        | 0   | 1       | 0      | 1      |
| 15  | ROC               | 0   | 1       | 0      | 1      |
| 21  | Spagna            | 0   | 0       | 6      | 6      |
| 22  | Cina              | 0   | 0       | 1      | 1      |
| 22  | Polonia           | 0   | 0       | 1      | 1      |
| 22  | Svizzera          | 0   | 0       | 1      | 1      |
| 22  | Ucraina           | 0   | 0       | 1      | 1      |

### Medagliere del torneo maschile
| Pos | Nazione           | Oro | Argento | Bronzo | Totale |
| --- | ----------------- | --- | ------- | ------ | ------ |
| 1   | Francia           | 3   | 1       | 1      | 5      |
| 2   | Danimarca         | 2   | 1       | 0      | 3      |
| 2   | Unione Sovietica  | 2   | 1       | 0      | 3      |
| 4   | Croazia           | 2   | 0       | 1      | 3      |
| 4   | Jugoslavia        | 2   | 0       | 1      | 3      |
| 6   | Germania          | 1   | 2       | 1      | 4      |
| 7   | Russia            | 1   | 0       | 1      | 2      |
| 8   | Germania Est      | 1   | 0       | 0      | 1      |
| 8   | Squadra Unificata | 1   | 0       | 0      | 1      |
| 10  | Svezia            | 0   | 4       | 0      | 4      |
| 11  | Romania           | 0   | 1       | 3      | 4      |
| 12  | Austria           | 0   | 1       | 0      | 1      |
| 12  | Cecoslovacchia    | 0   | 1       | 0      | 1      |
| 12  | Corea del Sud     | 0   | 1       | 0      | 1      |
| 12  | Germania Ovest    | 0   | 1       | 0      | 1      |
| 12  | Islanda           | 0   | 1       | 0      | 1      |
| 17  | Spagna            | 0   | 0       | 5      | 5      |
| 18  | Polonia           | 0   | 0       | 1      | 1      |
| 18  | Svizzera          | 0   | 0       | 1      | 1      |

### Medagliere del torneo femminile
| Pos | Nazione           | Oro | Argento | Bronzo | Totale |
| --- | ----------------- | --- | ------- | ------ | ------ |
| 1   | Norvegia          | 3   | 2       | 3      | 8      |
| 2   | Danimarca         | 3   | 0       | 1      | 4      |
| 3   | Corea del Sud     | 2   | 3       | 1      | 6      |
| 4   | Unione Sovietica  | 2   | 0       | 1      | 3      |
| 5   | Francia           | 1   | 2       | 0      | 3      |
| 6   | Jugoslavia        | 1   | 1       | 0      | 2      |
| 6   | Russia            | 1   | 1       | 0      | 2      |
| 8   | Ungheria          | 0   | 1       | 2      | 3      |
| 9   | Germania Est      | 0   | 1       | 1      | 2      |
| 10  | Montenegro        | 0   | 1       | 0      | 1      |
| 10  | ROC               | 0   | 1       | 0      | 1      |
| 12  | Cina              | 0   | 0       | 1      | 1      |
| 12  | Spagna            | 0   | 0       | 1      | 1      |
| 12  | Squadra Unificata | 0   | 0       | 1      | 1      |
| 12  | Ucraina           | 0   | 0       | 1      | 1      |